# ساهاک هایراپتیان
ساهاک سیمونی هایراپتیان (ارمنی: Սահակ Սիմոնի Հայրապետյան؛ زادهٔ ۲۵ دسامبر ۱۸۹۲ - درگذشته ۱۱ مهٔ ۱۹۴۳) یک کارشناس علوم پرورشی و استاد اهل ارمنستان که از تاریخ ۱۹۳۱ تا تاریخ ۱۹۳۳ ریاست دانشگاه دولتی ایروان را برعهده داشت.

## زندگی‌نامه
در ۲۵ دسامبر ۱۸۹۲ در روستای تغ (گوریس) به دنیا آمد .  وی در ۱۱ مهٔ ۱۹۴۳ در سن ۵۰ سالگی در ایروان درگذشت.